# Kammern im Liesingtal
Kammern im Liesingtal osztrák mezőváros Stájerország Leobeni járásában. 2017 januárjában 1618 lakosa volt.    

## Elhelyezkedése

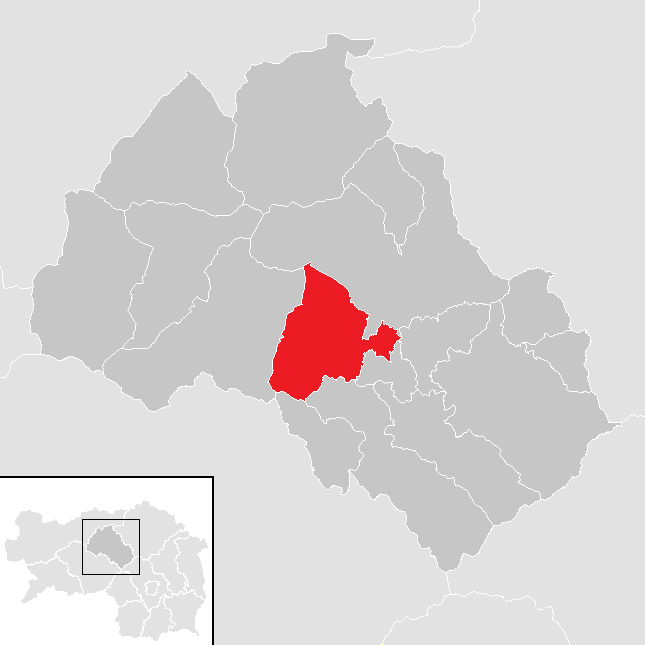
Kammern im Liesingtal a Leobeni járásban

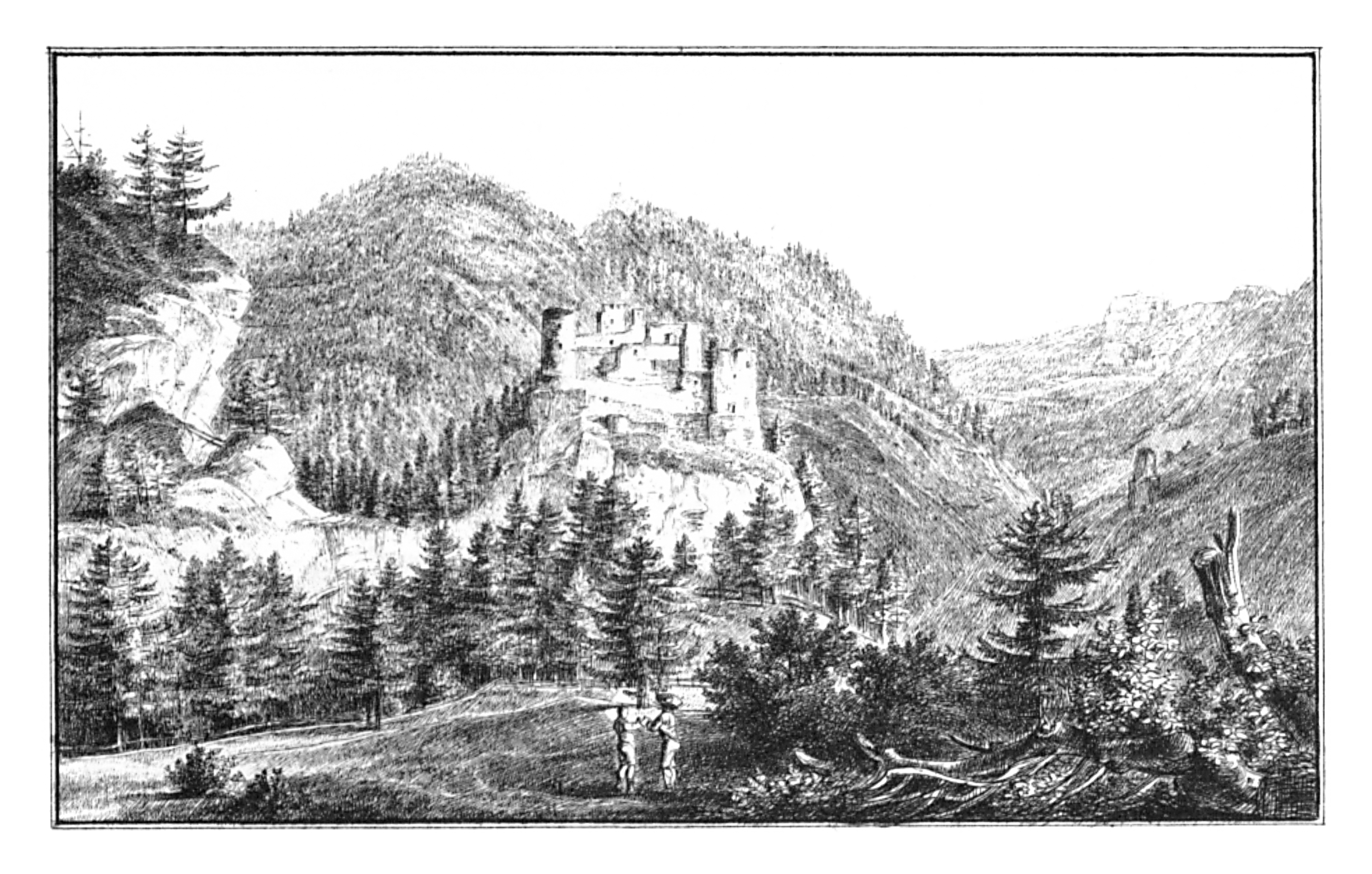
Kammerstein várának romjai (1830)

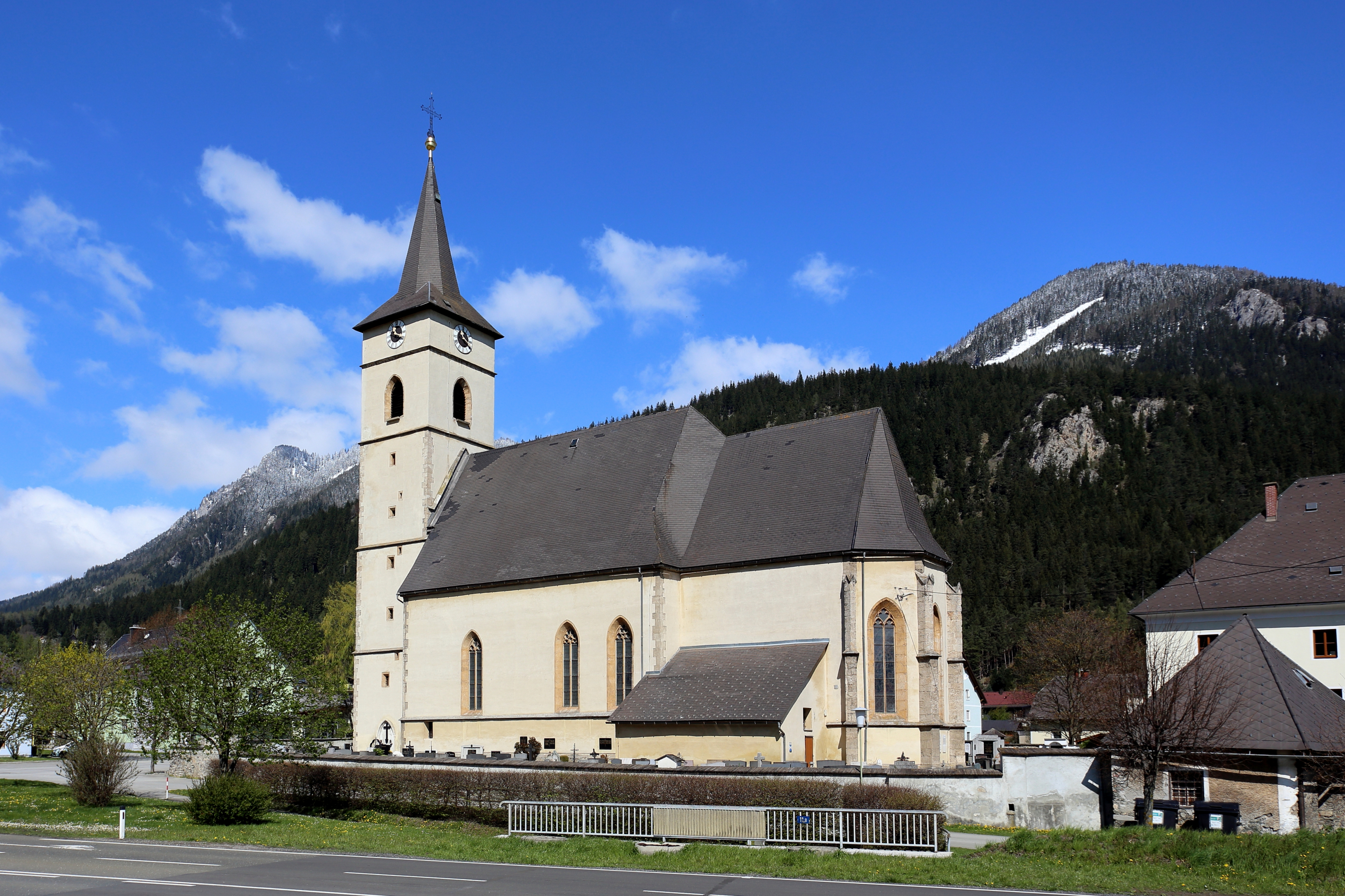
A Keresztelő Szt. János-templom

Kammern im Liesingtal Felső-Stájerországban fekszik, a Liesing (a Mura bal mellékfolyója) mentén. Az önkormányzat területének jelentős része az Eisenerzi-Alpokra esik. Legmagasabb pontja a 2214 méteres Gößeck-csúcs. Egyéb jelentős hegyek még a Klauen (1849 m), Kahlwandspitze (2090 m) és Grieskogel (2148 m). Az önkormányzat 5 katasztrális községben (Dirnsdorf, Kammern, Leims, Mötschendorf, Pfaffendorf) 11 települést egyesít: Dirnsdorf (76 lakos), Glarsdorf (80), Kammern im Liesingtal (905), Leims (10), Liesing (67), Mötschendorf (47), Mochl (81), Pfaffendorf (48), Seiz (262), Sparsbach (26), Wolfgruben (16).
A környező önkormányzatok: északkeletre Trofaiach, keletre Sankt Peter-Freienstein, délkeletre Traboch és Sankt Stefan ob Leoben, délre Kraubath an der Mur, nyugatra Mautern in Steiermark.

## Története
Az ember legrégebbi nyomait Kammern területén két újkőkori kőbalta képviseli. A római időkben út haladt a Liesing mentén és a faluban ebből a korból való faragott kövekre is bukkantak. Az első tényleges letelepülők a szlávok voltak i.sz. 600 után, számos helynév máig árulkodik jelenlétükről (pl. Reiting, Seiz, Mochel, Mötschendorf és Leims). 800 után bajorok települtek be a térségbe és velük együtt megkezdődött a kereszténység térhódítása.
Kammern neve (mint Chamer) az admonti apátság 1074-1087 közötti alapító oklevelében jelenik meg először. Ugyanebben a dokumentumban megemlítik Glarsdorfot is. Seiz 1145-ben szerepel először az írott forrásokban. A falu templomát 1187-től az admonti kolostor felügyelte. Első névről ismert papja egy bizonyos Chunrad volt 1210-ben és érdekesség, hogy 1310-ben egy bizonyos "Tausend Teufel" (ezer ördög) nevű papot jegyeztek fel. Seiz temploma egy ideig a gössi apátsághoz tartozott, majd Kammern papjára bízták.
Kammerstein vára a 12. században már állt. A 13. században a svájci eredetű Ehrenfels-család szerezte meg, akik mintegy 400 méterre tőle felépítették az Ehrenfels-várat is. A család 1292-ben az Albrecht osztrák herceg ellen felkelő stájer nemességhez csatlakozott, emiatt a várat ideiglenesen megszállták a herceg katonái. A 14. században négy Ehrenfels-fivér megerődítette a várat és közülük kettő hírhedt rablólovag volt, akik 1375-ben elrabolták Albert von Winkel passaui püspököt és egy évig fogva tartották, míg II. Albert herceg ki nem szabadította. A legfiatalabb fivért, Wolfhard von Ehrenfelst viszont 1381-ben Bázel, 1411-ben pedig Lavant püspökének nevezték ki. A család 1424-ben férfiágon kihalt. Ehrenfels várát elhagyták és romba dőlt, míg Kammerstein előbb a Kraig családé, majd 1513-ban Siegmund von Dietrichsteiné lett, de a 17. századra az is rommá vált.
Az 1477-es pestis és a sáskajárás után 1480-ban törökök dúlták fel a falut és felgyújtották a templomot.
A községi önkormányzat 1850-ben alakult meg. 1869-ben megépült a Rudolfsbahn, amelynek Seizben is volt egy állomása. Kammernben csak 1884-től állt meg a vonat. 1874. március 28-án egy tűzvészben szinte az egész település elpusztult és tízen életüket vesztették. Néhány nappal később, március 31-én a segélyeket tároló raktárban szintén tűz ütött ki. A kammerni szerencsétlenség  áldozatai számára még Grazban is tartottak jótékonysági színielőadást.
Kammern im Liesingtalt 2010-ben mezővárosi rangra emelték.

## Lakosság
A Kammern im Liesingtal-i önkormányzat területén 2017 januárjában 1618 fő élt. 2015-ben a helybeliek 96,9%-a volt osztrák állampolgár; a külföldiek közül 0,3% a régi (2004 előtti), 1,8% az új EU-tagállamokból érkezett. 2001-ben a lakosok 86,7%-a római katolikusnak, 5,5% evangélikusnak, 6,6% pedig felekezet nélkülinek vallotta magát. Ugyanekkor 4 magyar (0,2%) élt a mezővárosban.

## Látnivalók
- Kammerstein várának romjai
- Ehrenfels várának romjai

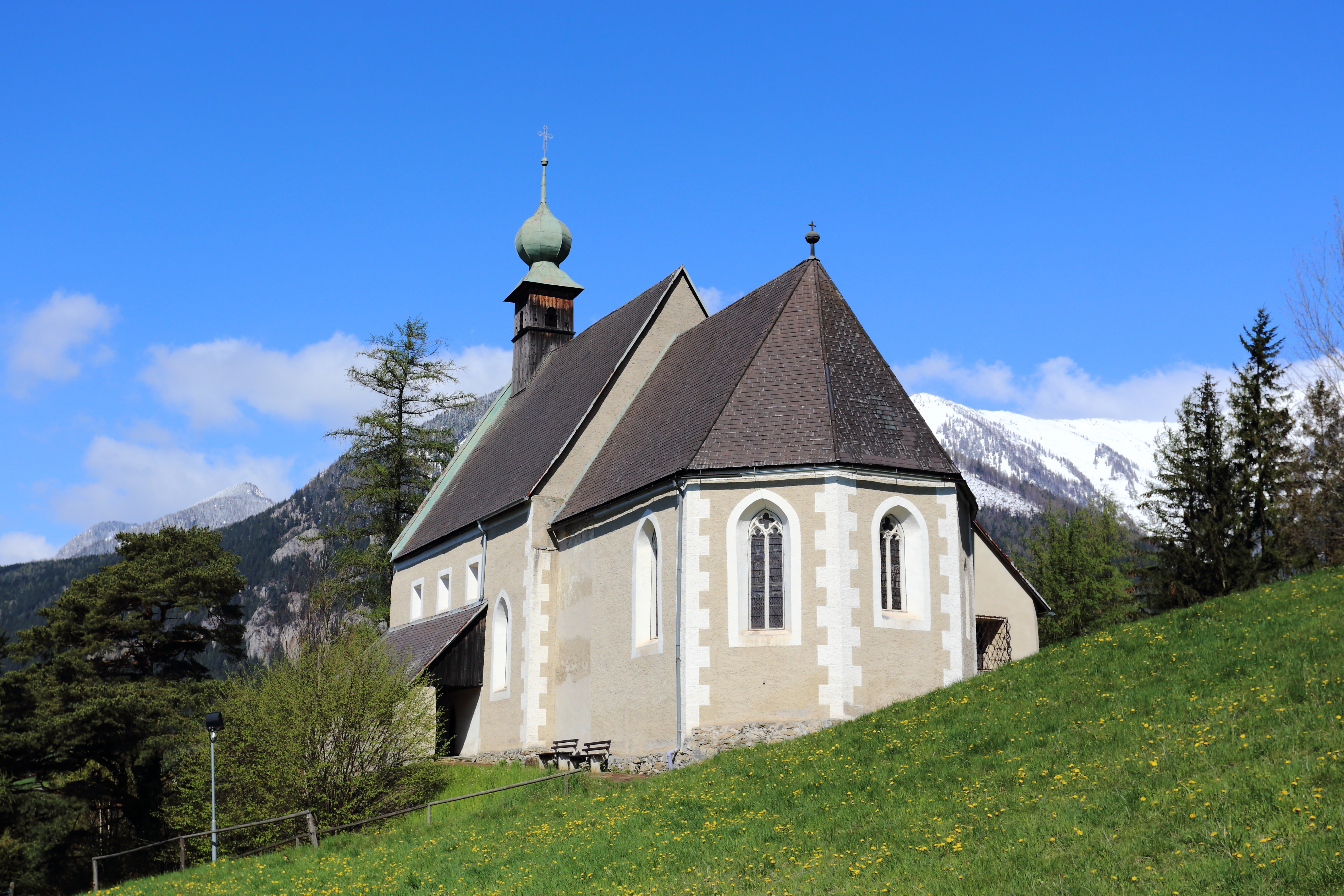
A Szt. Ulrik-templom

- a Keresztelő Szt. János-plébániatemplom
- a mai formáját 1709-ben elnyerő műemlék plébánia
- a mötschendorfi Szt. Ulrik-templom
- mezőgazdasági eszközök magánmúzeuma

## Fordítás
- Ez a szócikk részben vagy egészben  a   Kammern im Liesingtal című német Wikipédia-szócikk ezen változatának fordításán alapul.  Az eredeti cikk szerkesztőit annak laptörténete sorolja fel. Ez a jelzés csupán a megfogalmazás eredetét és a szerzői jogokat jelzi, nem szolgál a cikkben szereplő információk forrásmegjelöléseként.